# Hervormde kerk (Delfzijl)
De Hervormde Kerk van Delfzijl, ook Centrumkerk genoemd, is gebouwd in 1830 als opvolger van de Garnizoenskerk van Delfzijl. De kerk ligt aan het molenbergplein in het centrum van Delfzijl. 
De oorspronkelijke Garnizoenskerk werd gebouwd in 1614 en bevond zich op het eilandje Conijnebergh, dat zich geheel buiten de oude vesting bevond. Later werd de nieuwe vesting eromheen gebouwd. De kerk raakte dusdanig beschadigd tijdens het Beleg van Delfzijl (1813-1814) dat deze gesloopt moest worden. Pas in 1830 werd de huidige kerk gebouwd. In 1925 werd de kerk van een noorderdwarsarm voorzien en werd de toren vervangen door een exemplaar in de stijl van de garnizoenskerk uit 1614. Dertig jaar later werd de zogenaamde Kleine Kapel aangebouwd.
In 1947 kreeg de kerk een nieuwe klok. De oude klok, gegoten door Hendrik Schimmel in 1690, was geroofd tijdens de Duitse bezetting. Het opschrift van de klok luidt:

Hoort tot mijn Stem: ik roep U allen.
Komt tot hem: Hij was het,
die ons vrede bracht na bitt're strijd
en bange nacht, Anno 1947

In de kerk en de buitenmuren zijn verschillende oude grafzerken aangebracht, sommige zijn uitgevoerd met familiewapens, daterend uit de 17e eeuw. 

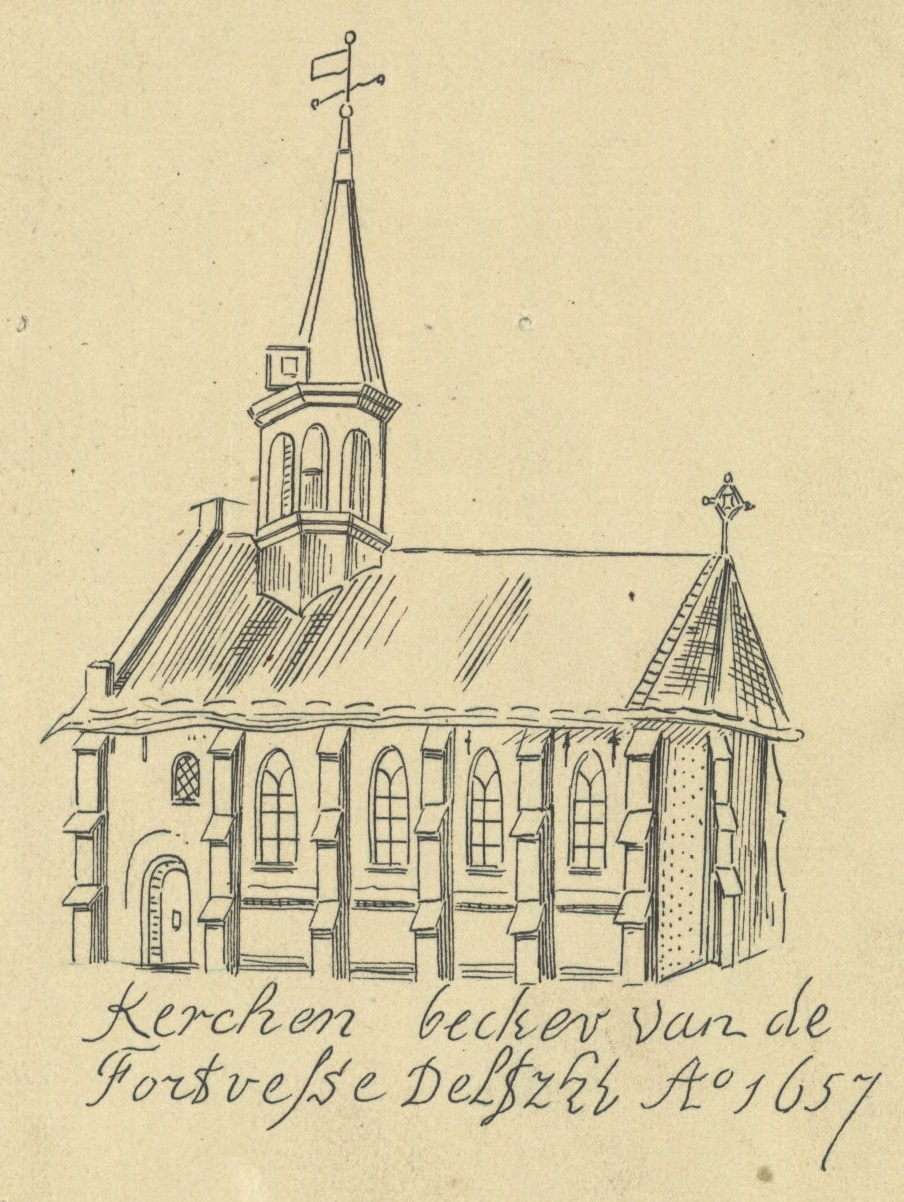
De Garnizoenskerk van Delfzijl uit 1614 zoals deze afgebeeld staat op een avondmaalsbeker uit 1657.